# رفتار خوب
رفتار خوب (انگلیسی: Good Behavior) یک برنامه تلویزیونی درام آمریکایی است که بر اساس رمان‌های کوتاه بلیک کراوچ ساخته شده است. این برنامه نخستین بار در ۱۵ نوامبر ۲۰۱۶ به نمایش درآمد.